# Súlovce
Súlovce (deutsch Sulowitz, ungarisch Szulóc) ist eine slowakische Gemeinde im Okres Topoľčany und im Nitriansky kraj mit 541 Einwohnern (Stand 31. Dezember 2024).

## Geographie
Die Gemeinde befindet sich am Übergang vom Hügelland Nitrianska pahorkatina in das östlich gelegene Tribetzgebirge, an einem linksseitigen Zufluss der Nitra. Das Ortszentrum liegt auf einer Höhe von 260 m n.m. und ist 15 Kilometer von Topoľčany entfernt.
Nachbargemeinden sind Kovarce im Norden, Kostoľany pod Tribečom im Osten und Südosten, Oponice im Süden und Westen sowie Dvorany nad Nitrou im Nordwesten.

## Geschichte
Súlovce wurde zum ersten Mal 1244 als Dubnice schriftlich erwähnt und gehörte zuerst zur Herrschaft der Neutraer Burg, in den Jahren 1256 und 1262 erhielt das Neutraer Kapitel den Besitz. 1715 gab es Weingärten und 19 Haushalte, 1787 hatte die Ortschaft 74 Häuser und 276 Einwohner, 1828 zählte man 60 Häuser und 414 Einwohner, die als Landwirte und Winzer beschäftigt waren. 1871 wurde der Ort Podlužany (damals ungarisch Podluzsán) in die Gemeinde eingegliedert.
Bis 1918 gehörte der im Komitat Neutra liegende Ort zum Königreich Ungarn und kam danach zur Tschechoslowakei beziehungsweise heute Slowakei. In der ersten tschechoslowakischen Republik waren Haupteinnahmequellen der Bevölkerung Landwirtschaft und Saisonarbeit.

## Bevölkerung
| Jahr                | 1994 | 2004    | 2014    | 2024     |
| ------------------- | ---- | ------- | ------- | -------- |
| Anzahl der Personen | 502  | 502     | 479     | 541      |
| Unterschied         |      | +1,42 % | −4,58 % | +12,94 % |

| Jahr                | 2023 | 2024    |
| ------------------- | ---- | ------- |
| Anzahl der Personen | 537  | 541     |
| Unterschied         |      | +0,74 % |

Gemäß der Volkszählung 2011 wohnten in Súlovce 482 Einwohner, davon 479 Slowaken und ein Tscheche. Zwei Einwohner machten keine Angaben zur Ethnie.
425 Einwohner bekannten sich zur römisch-katholischen Kirche, vier Einwohner zur Evangelischen Kirche A. B. und drei Einwohner zu einer anderen Konfession. 25 Einwohner waren konfessionslos und bei 25 Einwohnern wurde die Konfession nicht ermittelt.